# Льюїс Нокальс Коттінгем
Льюїс Нокальс Коттінгем (англ. Lewis Nockalls Cottingham; 1787, Саффолк, Англія — 13 жовтня 1847) — англійський архітектор і реставратор, фахівець із середньовічної готичної архітектури, засновник лондонського Музею середньовічного мистецтва, куди передав колекцію середньовічної скульптури, зібраної в зруйнованих замках та будівлях.

## Життєпис

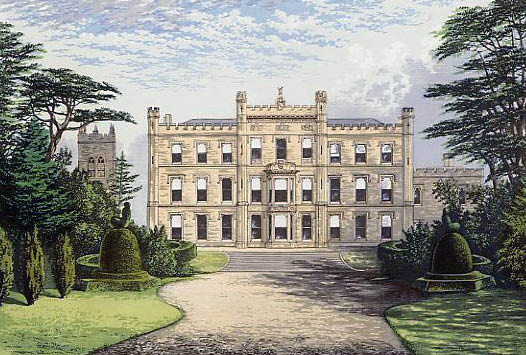
Замок Евластон, Дербішир (XIX століття)

Льюїс Нокальс Коттінгем народився 1787 року в заможній родині. З дитинстства проявляв талант до наук і мистецтва, здобув фах архітектора в Іпсвічі. Через кілька років переїхав до Лондона, де, починаючи з 1814 року, служив архітектором і землеміром. У 1822 році він зайняв посаду архітектора і землеміра в Cooks Company. На новому місці Льюїс Коттінгем створив проект будинку в готичному стилі (Снельстон Холл у Дербіширі) для Джона Гаррісона. У 1825 році відреставрував кафедральний собор в Рочестері. У 1829 році керував реставраційними роботами в церкві коледжу Магдалини в Оксфордському університеті, а в 1833 році реставрував монастирську церкву в Сент-Олбансі; у подальшому займався перебудовою кафедрального собору Св. Патрика в ірландському місті Арма.
Був одружений з Софією Коттон, у них було четверо дітей. Старший син Нокальс Джонсон Коттінгем (1823—1854) теж, як і батько, став архітектором.
Льюїс Нокальс Коттінгем загинув у 1847 році на пароплаві «Арктик», коли той затонув, прямуючи до Нью-Йорка.

## Будівлі й реставрації (вибране)
- 1822-30: Снельстон-холл (Дербішир; зруйнований в 1951 році)
- 1825-30: Рочестерський собор
- 1829-33: реставраційні роботи в церкві коледжу Магдалени (Оксфорд)
- 1830-47: Боро-холл (Вестморленд)
- 1831: замок Евластон (Дербішир)
- 1832-33: Кафедральний собор (Сент-Олбанс)
- 1833-41: Кафедральний собор Св. Патрика (Арма)
- 1836-?: Тебертон (Саффолк)
- 1841: Церква Св. Освальда (Ешборн, Дербішир)
- 1841: Парафіяльна церква (Хорнінгсхед, Саффолк)
- 1841-47: Кафедральний собор (Герефорд)
- 1842-47: Церква Св. Марії (Бері-Сент-Едмендс)
- 1843-44: Церква Св. Марії (Ноттінгем) — реставрація вежі
- 1845-47: Церква Св. Олени (Торні, Ноттінгемшир)
- 1846: Севінг Банк (Бері-Сент-Едмендс)
- 1846: школа в Тадденхемі (Саффолк)
- 1846: школа в Грейт-Честерфорді (Ессекс)
- 1846: Парафіяльна церква (Рус, Йоркшир)
- 1846-47: Церква у Бругемі (Вестморленд)